# Crowley Foods
Crowley Foods är ett amerikanskt företag som tillverkar livsmedel. Företaget grundades år 1904 och hette från början Crowley Diary Company. Företaget äger bland annat märket Maggio.